# Aquafon
Aquafon (ЗАО «АКВАФОН-GSM») — первый оператор мобильной связи в Республике Абхазии, предоставляющий услуги связи в стандартах GSM 900/1800 МГц, 3G (UMTS) 2100/900 МГц, 4G LTE мобильный Интернет, а также широкий спектр дополнительных услуг. Компания работает в Республике Абхазия под самостоятельным брендом с 2003 года.
Зона доступности сети Aquafon покрывает подавляющую часть заселённой территории Абхазии, включая труднодоступные горные районы республики. По данным «Мегафона», на конец 2015 г. «Аквафон» обслуживал 150 тыс. абонентов, занимая 60% рынка сотовой связи Абхазии. Международный роуминг предоставляется в 231 стране мира.

## Общие сведения

### Стандарты связи
Aquafon получил лицензию на работу в стандарте GSM в диапазоне частот 900/1800 МГц, в стандарте UMTS в диапазоне частот 2100/900 МГц, в стандарте 4G LTE.

### Номерная ёмкость
С 15 ноября 2009 года оператор использует новый формат нумерации — +7 940 9хх хх хх. Это связано с изменением географического кода Республики Абхазии и вводом семизначной нумерации. Согласно меморандуму о сотрудничестве в сфере связи от 28 сентября 2009 года, абхазская сторона получила коды стационарной и сотовой связи седьмой всемирной зоны нумерации — той, в которой расположена Россия. Согласно документу, для операторов сотовой связи Абхазии, включая Aquafon, выделен телефонный код — 940.

### Мобильный код сети (Mobile Network Code)
289 67, где 289 — мобильный код страны (Mobile Country Code), а 67 — код сети Aquafon (Mobile Network Code).
- Отображение на дисплее: 289-67 или AQUAFON.

## История
- Март 2003 — регистрация ЗАО «АКВАФОН-GSM».
- Июль 2003 — первый коммерческий звонок абонента в сети Aquafon.
- Ноябрь 2008 — началась коммерческая эксплуатация сети 3G (UMTS).
- Июль 2012 — запуск собственного центра обработки данных.
- Август 2014 — началась коммерческая эксплуатация сети 4G (LTE).
- Июнь 2019 — началось вещание телеканала АТВ Абхазия. Aquafon стал главным спонсором телеканала.